# Gabriel Mato
Gabriel Mato Adrover (Madrid, 29 aprile 1961) è un politico spagnolo.
Dal 2009 a oggi ricopre la carica di europarlementare.